# Ursus 710

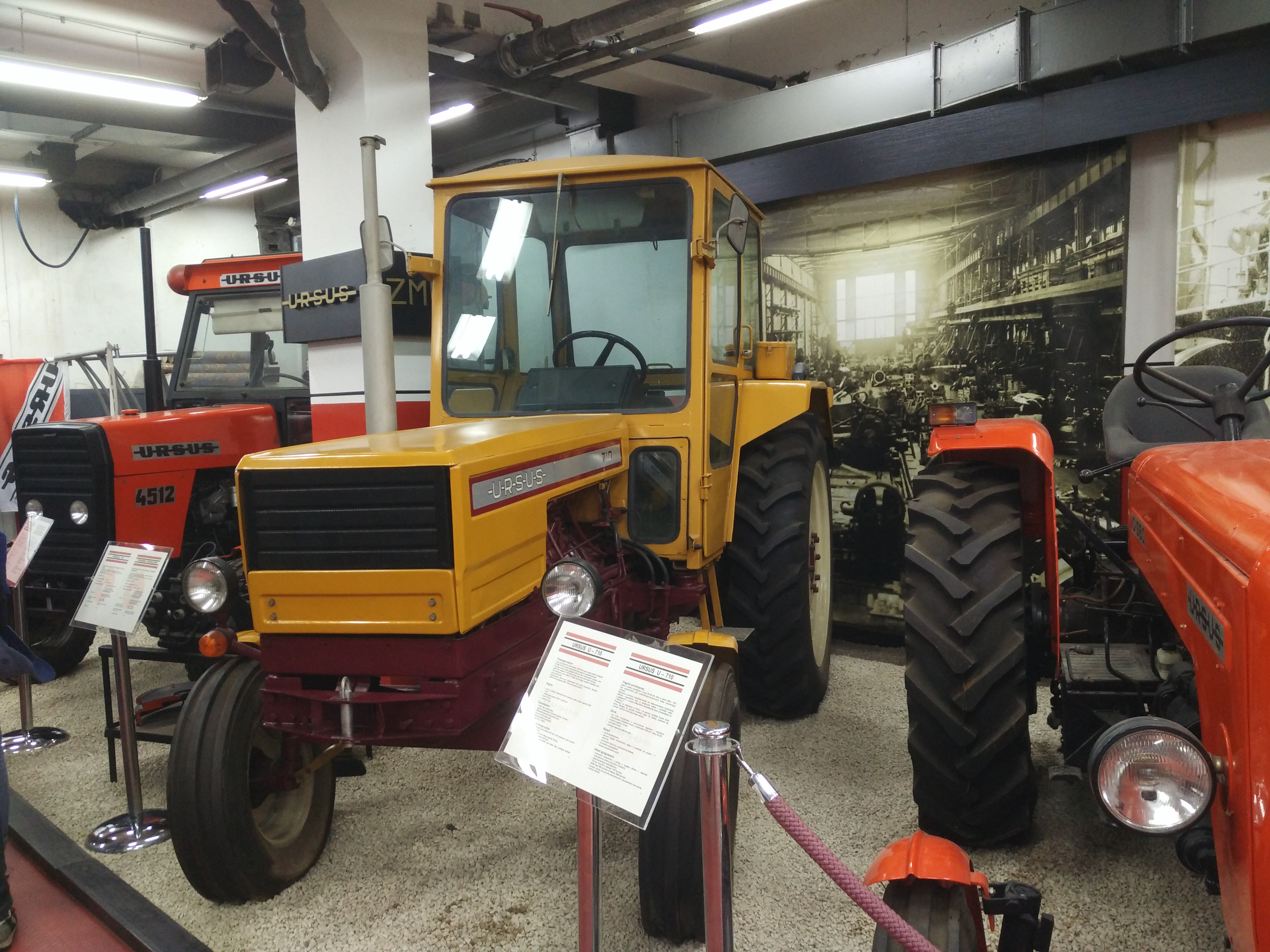
Prototypowy ciągnik rolniczy Ursus 710 znajdujący się w przyzakładowym Muzeum Historii Ursusa przy ul. Posag 7 Panien 8 w Warszawie

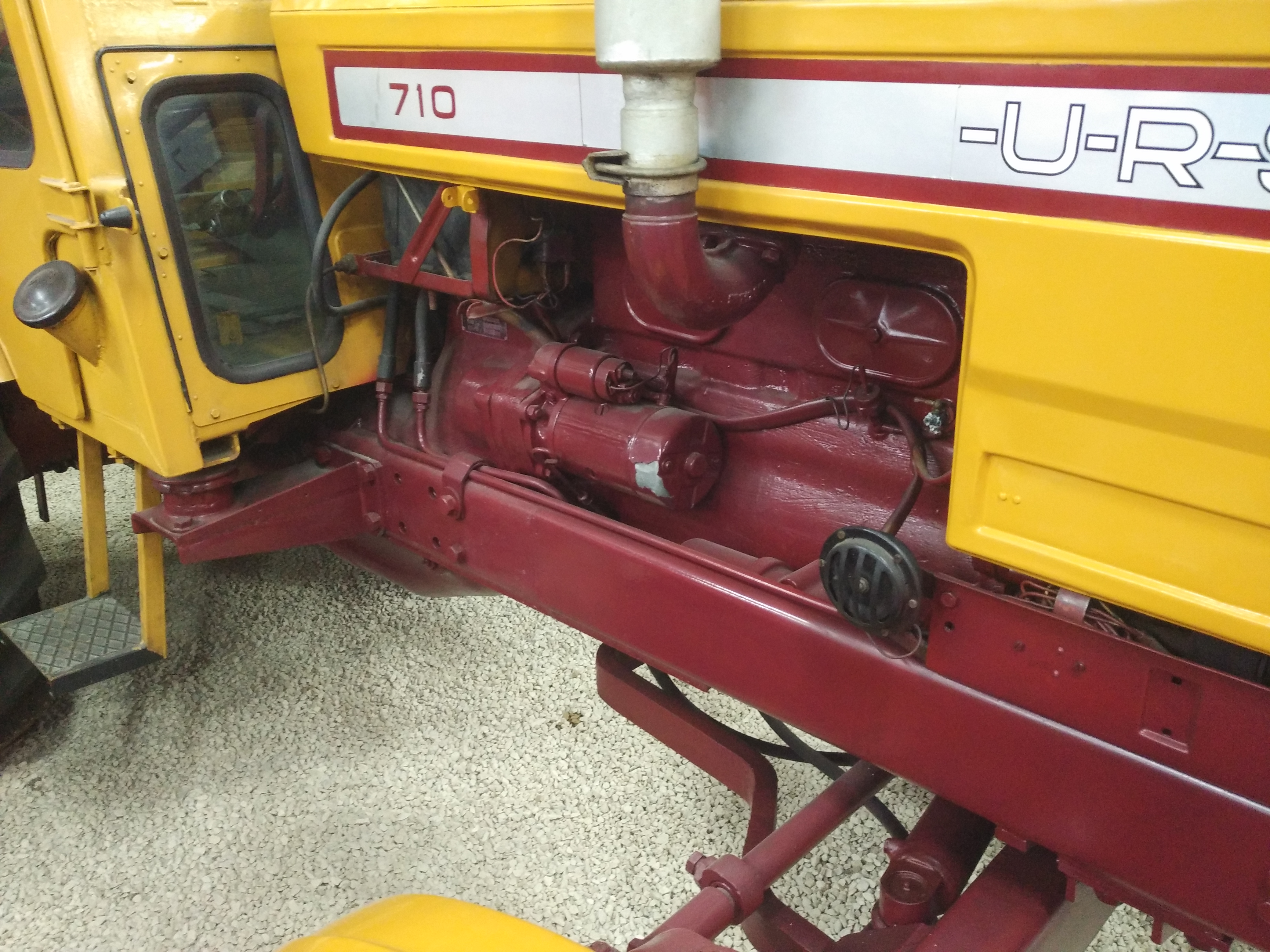
Prototypowy ciągnik rolniczy Ursus 710 - widok silnika

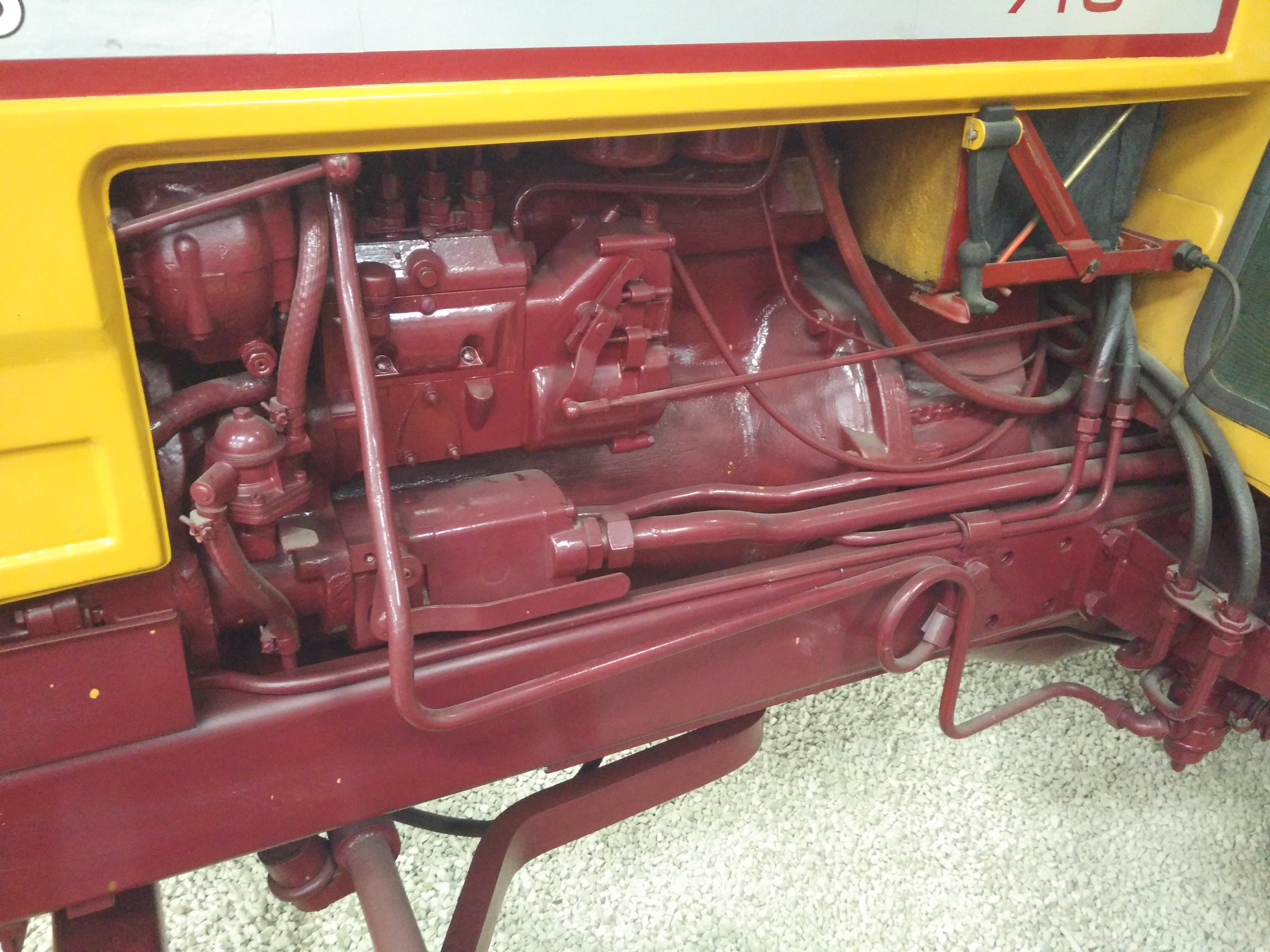
Prototypowy ciągnik rolniczy Ursus 710 - widok silnika

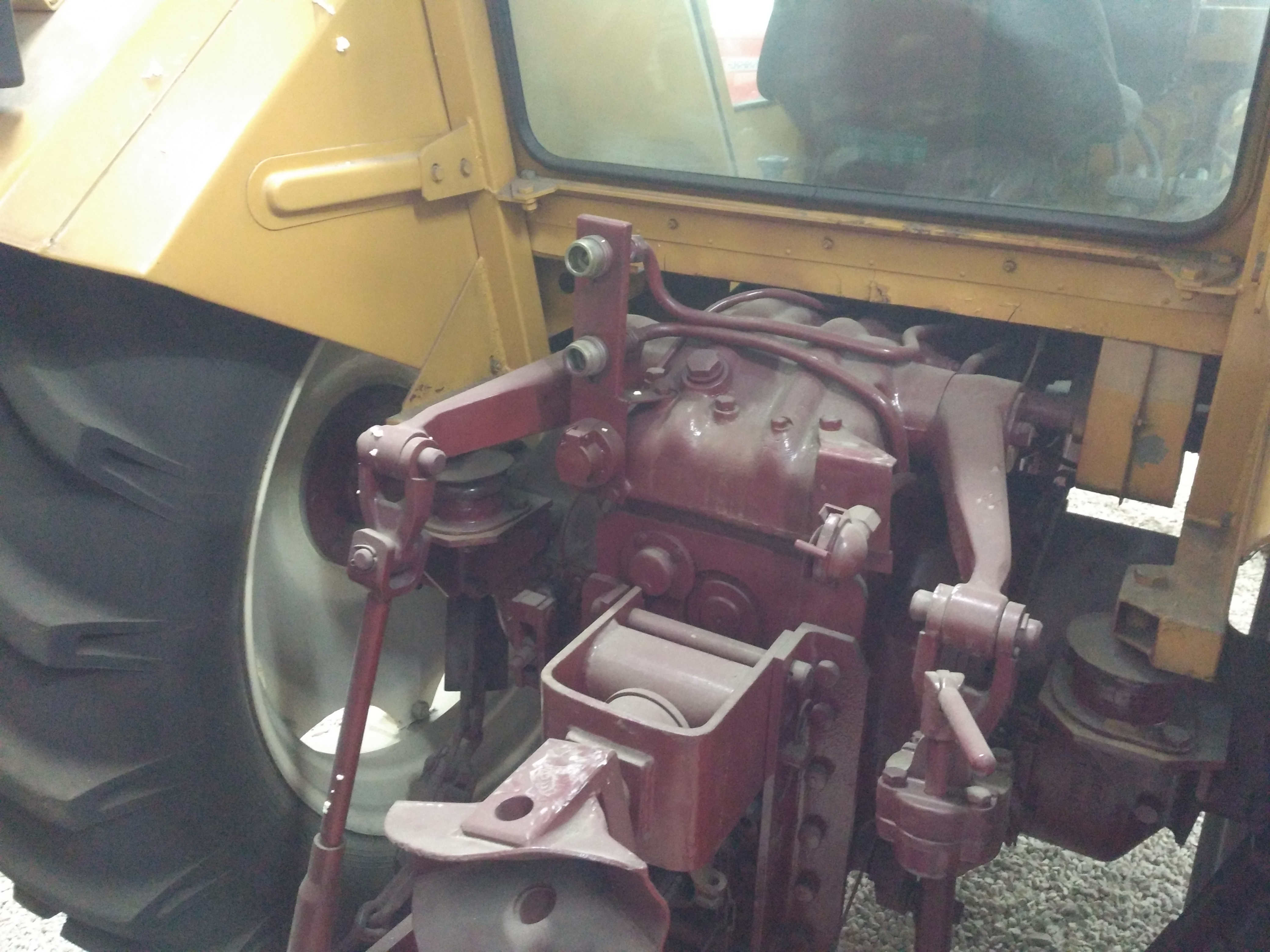
Prototypowy ciągnik rolniczy Ursus 710 - tylny most i układy agregowania

Ursus U 710 – prototypowy ciągnik klasy 1,4, opracowywany w latach 1968–1972, który nie wszedł do seryjnej produkcji. 
Prace nad opracowaniem konstrukcji zunifikowanej rodziny ciągników lekkich i średnich o nazwie roboczej Ursus 500 i 700 rozpoczęto w II kwartale 1969 roku. W latach 1970–1971 we współpracy z konstruktorami firmy Renault opracowano udoskonaloną, tzw. drugą generację rodziny ciągników.
Dla tej rodziny ciągników została specjalnie opracowana przez prof. Edwarda Habicha 3-stopniowa przekładnia planetarna „Trimat” umożliwiająca zmianę biegów „pod obciążeniem”. U-710 ma moc maksymalną porównywalną do ciągnika Ursus C-385. Głównymi konstruktorami tej serii ciągników byli m.in.: Bogumił Bajdecki, Wacław Bolimowski, Jerzy Dąbrowski, Mieczysław Dziedzicki, Leszek Husak, Jerzy Kowalczyk, Edward Pawlikowski, Henryk Szczygieł, Jan Tarasik, Jerzy Wyglądała, Władysław Zawadzki, Janusz Zieliński. Konstrukcja tych ciągników oraz skrzyń przekładniowych była przedmiotem ochrony na podstawie tymczasowych zgłoszeń patentowych.
Decyzją Nr 134/71 Prezydium Rządu z dnia 17 września 1971 r. został zatwierdzony program produkcji ciagników w oparciu o własne rozwiązania opracowane przez Zakład Doświadczalny Ciągników Rolniczych lub na zakupie licencji.
Decyzją Nr 2/73 Prezydium Rządu z dnia 3 stycznia 1973 r. ukierunkowała rozwój przemysłu ciagnikowego, poprzez zakup licencji. 

## Dane techniczne[9]

### Silnik
- Typ: Ursus S-44,
- Rodzaj: wysokoprężny, 4-cylindrowy, chłodzony cieczą, z bezpośrednim wtryskiem paliwa,
- Pojemność – 4180 cm³,
- Moc: 53 kW (72 KM) przy 2200 obr./min..
- Średnica cylindra – 110 mm,
- Skok tłoka: 110 mm,
- Stopień sprężania: 17,
- Największy moment obrotowy: 26,2 kGm,
- Obroty odpowiadające największemu momentowi: 1500-1600 obr./min,
- Najniższe obroty biegu jałowego: 600 obr./min,
- pompa wtryskowa: P24T8-3as,
- regulator obrotów: R8V20-120/W4F,
- pompa zasilająca: V2HF01A lub PZM-02

### Napęd
- sprzęgło napędu jazdy: suche, tarczowe, jednostopniowe, z okładzinami o średnicy wew. i zew. 165x280mm,
- sprzęgło wału odbioru mocy: mokre, wielopłytkowe, sterowane hydraulicznie o średnicy wew. i zew. 100x130mm,
- skrzynia biegów: mechaniczna o 12 biegach do przodu i 4 wstecznych, z kołami o stałym zazębieniu, z reduktorem,
- przekładnia główna: stożkowa, z uzębieniem Oerlikona o przełożeniu 6,375,
- zwolnice z przekładnią planetarną o przełożeniu 5,4,
- zawieszenie i napęd: oś przednia nienapędzana sztywna, jednoczłonowa belkowa,
- hamulce zasadnicze (nożne): tarczowe, mokre z samowspomaganiem, niezależna na oba koła tylne, sterowane hydraulicznie, tarcze o średnicy 188x224
- mechanizm kierowniczy: hydrostatyczny, typu Orbitrol

### Układ agregowania
- podnośnik hydrauliczny z regulacją automatyczną, siłową, pozycyjną i mieszaną,
- TUZ kat. II wg ISO, udźwig 1480 kg,
- typ pompy hydraulicznej: ZPC1-30 o wydatku przy 1900 obr./min 38 l/min
- WOM zależny i niezależny 540 obr./min lub 1000 obr./min,
- zaczepy: zaczep do przyczep oraz zaczep rolniczy wahliwy.